# Сі мінор
Сі мінор (B minor, h-Moll) — мінорна тональність, тонікою якої є звук сі. Гама сі мінор містить звуки:
сі - до♯ - ре - мі - фа♯ - соль - ля
 B -  C♯ - D - E - F♯ - G - A.
Паралельна тональність — ре мажор, однойменний мажор — сі мажор. Сі мінор має два дієзи біля ключа (фа-, до-).

## Найвідоміші твори, написані в цій тональності
- Й. С. Бах — прелюдія і фуга з 1-го та 2-го зошитів ДТК
- Ф. Шуберт — симфонія № 8, «Незакінчена»
- П. І. Чайковський — симфонія № 6
- Д. Д. Шостакович — симфонія № 6
- Б. М. Лятошинський — симфонія № 3

| музика | Це незавершена стаття про музику. Ви можете допомогти проєкту, виправивши або дописавши її. |